# Irisbus Citelis 12M

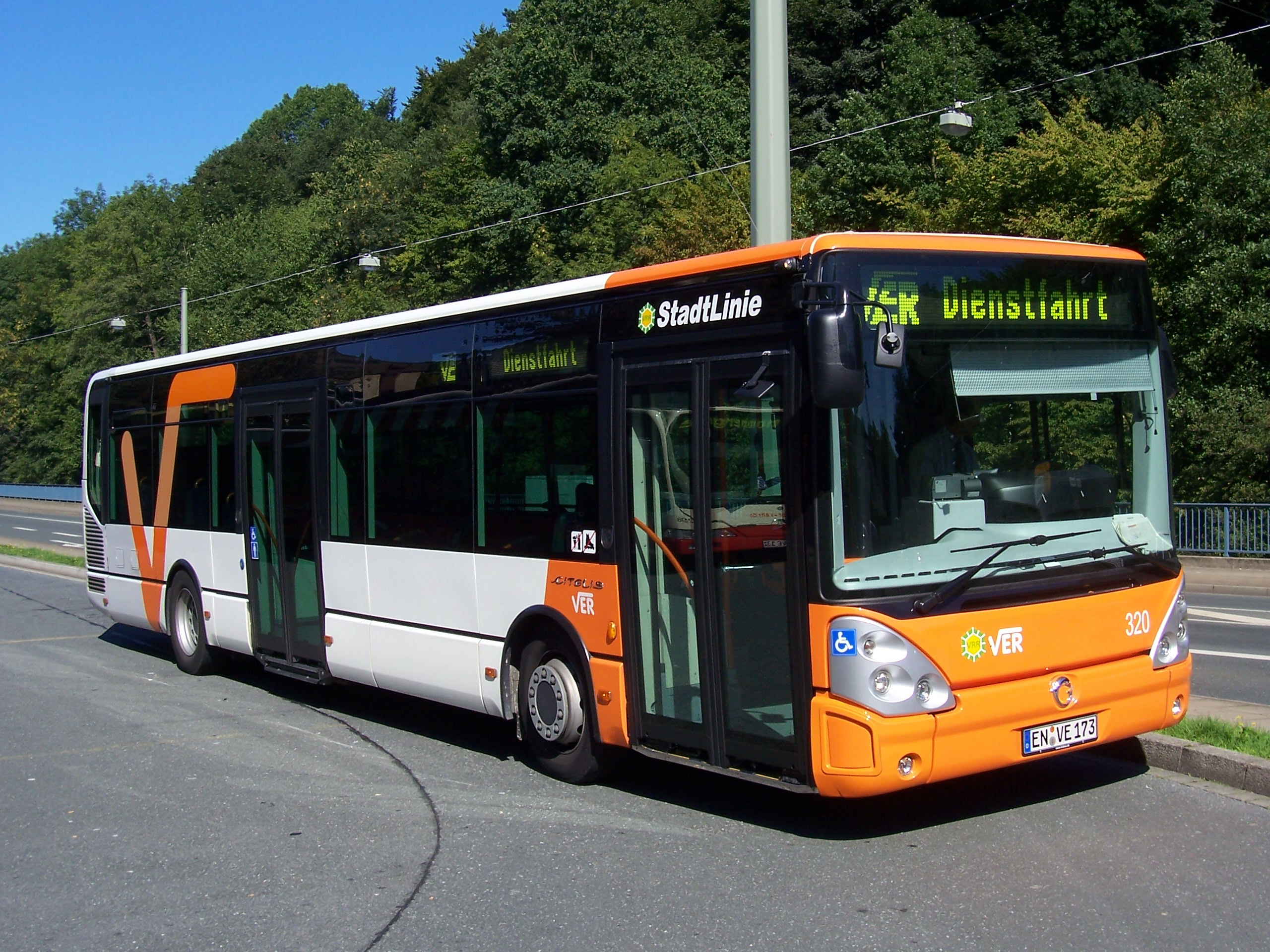
Příměstská verze Citelisu – Irisbus Citelis Line

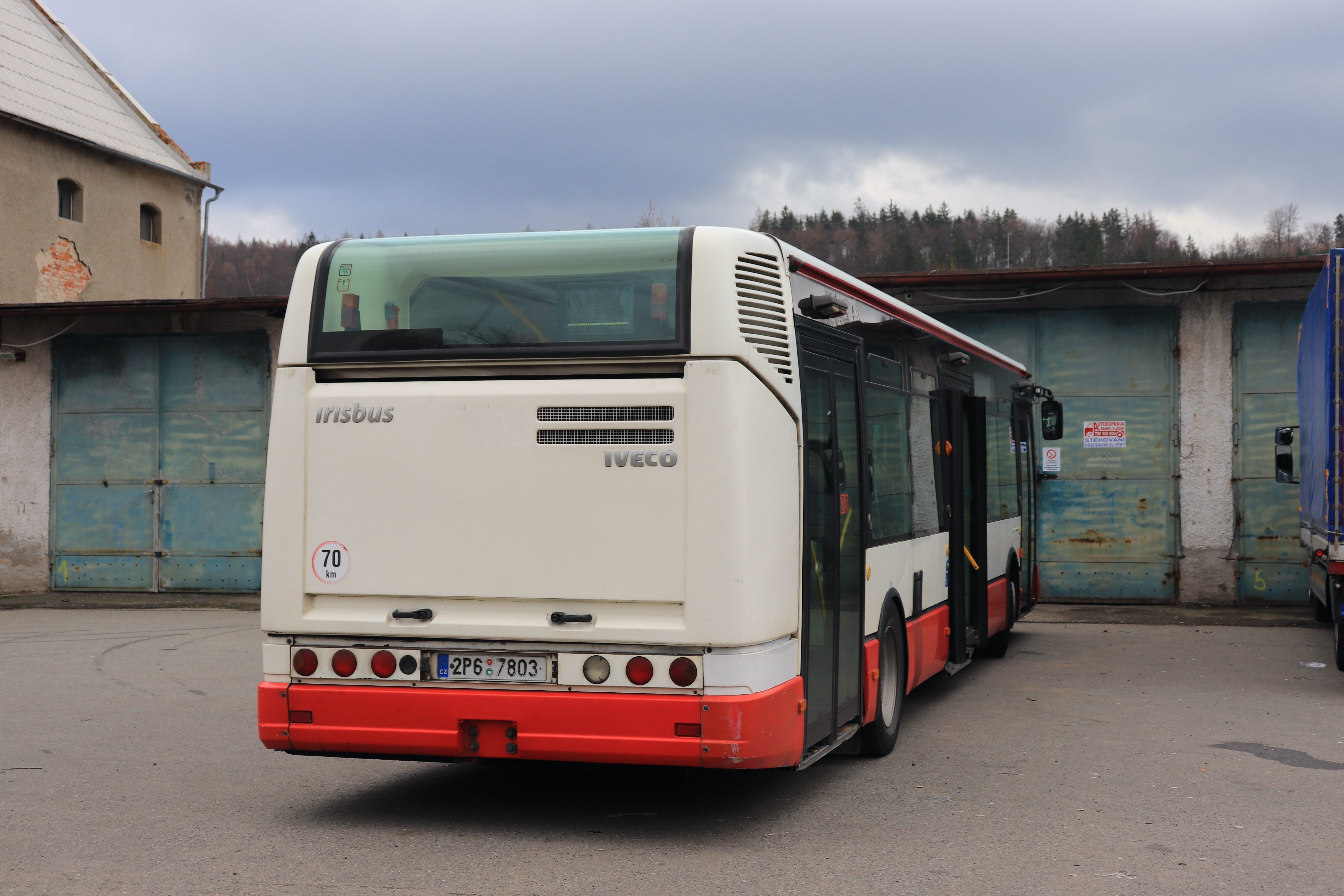
Zadní partie původem plzeňského vozu Citelis 12M

Irisbus Citelis 12M je městský nízkopodlažní autobus vyráběný v letech 2005–2014 společností Irisbus. Citelis 12M, představený 31. března 2005, je nástupcem modelu Citybus 12M (Renault Agora S). Stejně jako jeho předchůdce, i Citelis 12M byl vyráběn buď ve francouzském městě Annonay nebo v italském Valle Ufita, přičemž speciální požadavky českých a slovenských zákazníků byly řešeny ve vysokomýtském závodě Iveco Czech Republic (dříve Karosa). Od poloviny roku 2010 se výroba autobusů pro střední Evropu přesunula do Vysokého Mýta. Nahrazen byl modelem Iveco Urbanway 12M.

## Konstrukce
Citelis 12M se konstrukčně velmi podobá Citybusu 12M. Jedná se o dvounápravový nízkopodlažní autobus s polosamonosnou karoserií. Ta byla nejprve sestavena do skeletu a poté prošla kataforetickou lázní, olakováním a oplechováním. Rám podvozku je vytvořen z ocelových podélníků a příček, bočnice a střecha jsou vyrobeny ze svařených tažených profilů a oplechovány. Zatímco zadní čelo tvoří jeden panel sklolaminátu, přední čelo je vyrobeno z uzavřených profilů, které jsou pokryty plechy a plasty. Motor a převodovka autobusu se nachází v mohutné zadní části. Přední okno vozu je vlepeno a kryto přilepeným gumovým profilem. Ostatní skla jsou lepená. V pravé bočnici jsou umístěny troje (v případě příměstské verze pouze dvoje – přední a střední) dvoukřídlé skládací dveře. V prostoru středních dveří se nachází výklopná plošina pro kočárky a invalidní vozíky, pro které je určen volný prostor právě naproti tomuto vstupu. Výška podlahy je u předních dveří 320 mm nad vozovkou, v prostoru středních a zadních dveří pak 330 mm. Tuto výšku může řidič ještě více snížit pomocí tzv. kneelingu (mírné naklonění vozu v zastávce směrem k nástupnímu ostrůvku), kterým je možné autobus vybavit.
Standardní, 12metrová verze autobusu Citelis je vyráběna v několika variantách. Městské (třídveřové) autobusy mohou být buď klasické dieselové nebo poháněné zemním plynem (verze CNG). Příměstská (dvoudveřová) verze (Citelis Line), která se díky naležato uloženému motoru liší zadním čelem, je produkována pouze ve verzi diesel. Existuje také kloubová verze Citelisu, Citelis 18M. První verze Citelisu byla vybavena motorem splňujícím emisní normu Euro 3, od roku 2007 motory splňují normu Euro 4, na přání zákazníka i normu EEV. Upravené karoserie standardní i článkové varianty jsou využívány společností Škoda ke stavbě trolejbusů Škoda 24Tr (standardní) a Škoda 25Tr (kloubový).
Karoserie Irisbus Citelis 12M je použita i pro český prototyp hybridního vodíkového elektrobusu v rámci projektu FCZ-H2BUS. Samotný Irisbus nabízí hybridní variantu využívající sériovou technologii od BAE Systems, na rozdíl od dieselové verze využívá motor Iveco Tector, a to v obou délkových variantách (12 a 18 metrů).

## Výroba a provoz
Prototyp vozu Citelis 12M byl vyroben na počátku roku 2005, česká verze (vyprodukovaná Karosou) byla vyrobena v první polovině téhož roku. Ve druhé polovině roku 2005 absolvoval tento autobus zkušební jízdy na linkách MHD po celé České republice. V prosinci 2005 tento vůz zakoupil Dopravní podnik hl. m. Prahy, který ho v lednu 2006 zařadil do svého vozového parku pod evidenčním číslem 3501. Autobus byl sešrotován na začátku roku 2021. Výroba Citelisu 12M, který nahradil Citybus 12M, započala ještě v roce 2005 a skončila na konci roku 2013.
V Česku byly Citelisy 12M v provozu např. v Praze, Brně, Ostravě, Hradci Králové, Děčíně, Karlových Varech, Plzni, Zlíně, Pardubicích, Kladně a mnoha dalších městech. CNG verze byla nejpočetněji zastoupena v Havířově (od roku 2005 bylo dodáno 30 kusů), dále je v provozu např. v Brně nebo v Prostějově. Na konci roku 2020 skončil provoz těchto vozů v Praze s tím, že jeden vůz má být o víkendech a svátcích nasazován na retro pořadí linky 213. V dubnu 2021 dojezdil poslední Citelis v Ostravě. V listopadu 2021 byl na linku brněnské MHD naposledy vypraven dieselový Citelis 12M, v provozu od té doby zůstaly v Brně pouze novější vozy s pohonem na CNG.
| Dopravce                        | Počet vozů | Rok výroby             | Evidenční čísla | Poznámky                                                                                        |
| ------------------------------- | ---------- | ---------------------- | --- | ----------------------------------------------------------------------------------------------- |
| Arriva Východní Čechy           | 2          | 2007, 2012             | – |                                                                                                 |
| Autobusy Karlovy Vary           | 4          | 2005–2006              | – |                                                                                                 |
| BDS-BUS                         | 2          | 2009                   | – | druhý dodaný vůz s pohonem CNG                                                                  |
| Bors Břeclav                    | 4          | 2005–2010              | – |                                                                                                 |
| BusLine                         | 13         | 2005–2013              | 609–611, 614–616, 619, 625–628, 9016, 9017                                                                         |                                                                                                 |
| Comett Plus (Tábor)             | 7          | 2005–2011              | 27, 28, 31, 32, 34–36                                                                                              |                                                                                                 |
| ČAD Blansko                     | 3          | 2011–2013              | – |                                                                                                 |
| ČSAD AUTOBUSY České Budějovice  | 2          | 2012                   | – |                                                                                                 |
| ČSAD BUS Uherské Hradiště       | 2          | 2005, 2007             | – |                                                                                                 |
| ČSAD Frýdek Místek              | 9          | 2008–2013              | 558, 563, 568, 577, 578, 582, 583, 589, 595                                                                        |                                                                                                 |
| ČSAD Havířov                    | 30         | 2005–2014              | 148–151, 155–157, 162, 163, 167, 168, 171, 172, 181, 182, 188, 189, 192, 193, 200–203, 209, 210, 214, 215, 219–221 |                                                                                                 |
| ČSAD Karviná                    | 1          | 2011                   | 380 |                                                                                                 |
| ČSAD MHD Kladno                 | 16         | 2006–2014              | 1383, 1385, 1391, 1392, 1404, 1406, 1408, 8794, 8809, 8828, 8832, 8834, 8835, 8840–8842                            |                                                                                                 |
| ČSAD POLKOST                    | 1          | 2013                   | 1010 |                                                                                                 |
| ČSAD Sttrans                    | 2          | 2005, 2010             | – |                                                                                                 |
| DP Brno                         | 47         | 2006–2009, 2013        | 7631–7671, 7007–7012                                                                                               | vozy 7007–7012 pohon na CNG                                                                     |
| DP České Budějovice             | 12         | 2008, 2012, 2013       | 227, 228, 234–243                                                                                                  |                                                                                                 |
| DP Děčín                        | 13         | 2005–2007, 2010–2011   | 193–197, 819–826                                                                                                   |                                                                                                 |
| DP Karlovy Vary                 | 35         | 2005–2014              | 387–402, 404-409, 411–417, 421–424, 426–427                                                                        | vozy 394–397, 400–414, 416–422, 426–427 pohon na CNG                                            |
| DP Hradec Králové               | 24         | 2005–2009              | 149–172 |                                                                                                 |
| DP Chomutov a Jirkov            | 3          | 2005, 2010             | 240, 250, 251 |                                                                                                 |
| DP Jihlava                      | 25         | 2006, 2008, 2011, 2012 | 201–225 | vozy 215–225 pohon CNG                                                                          |
| DP Liberec                      | 6          | 2013                   | 701–706 |                                                                                                 |
| DP Most a Litvínov              | 7          | 2010                   | 112, 113, 116–120                                                                                                  |                                                                                                 |
| DP Opava                        | 14         | 2011–2012              | 148–161 |                                                                                                 |
| DP Ostrava                      | 14         | 2008, 2011             | 7014–7027 | vozy 7026 a 7027 dodány jako náhrada za vyhořelé vozy 7014 a 7015                               |
| DP Pardubice                    | 26         | 2007–2011, 2014        | 183–186, 200–221                                                                                                   | vozy 200–221 pohon CNG                                                                          |
| DP Praha                        | 12         | 2005–2007              | 3501–3512 | vůz 3501 původně předváděcí vůz; vůz 3512 dříve 3599 2007–2009 v majetku Iveca, pouze pronajatý |
| DS Zlín–Otrokovice              | 5          | 2005, 2009, 2012       | 672–676 | vůz 672 prototyp                                                                                |
| First Transport Lines           | 14         | 2006, 2010–2013        | – |                                                                                                 |
| Iveco ČR                        | 2          | 2006, 2012             | E 0239, H 09-44 | předváděcí vozy                                                                                 |
| Letiště Praha                   | 3          | 2005–2006              | 25–27 |                                                                                                 |
| PMDP                            | 18         | 2005–2008              | 490–493,495–500,516–521,527–528                                                                                    |                                                                                                 |
| Technické služby Havlíčkův Brod | 2          | 2006, 2013             | 9, 12 |                                                                                                 |

## Historické vozy
- Dopravní podnik hl. m. Prahy – vůz ev. č. 3510
- Dopravný podnik Bratislava – vůz ev. č. 4005
- soukromá osoba – ex Plzeň, vůz ev. č. 491